# Dalry
Dalry (pronunciat en anglès: /dælˈraɪ/) és una petita ciutat de la vall de Garnock al North Ayrshire a l'estat d'Escòcia. Drakemyre n'és un suburbi del nord.

## Història
Dalry (del gaèlic escocès Dail Ruighe, que significa "l'haugh al vessant") és un petit assentament a la Rye Burn. La seva història té signes d'habitants primerencs de la zona. Les restes d'una antiga fortalesa formada per tres murs circulars concèntrics es poden trobar al cim de Carwinning Hill al nord de Dalry, a l'oest de la B784 a Largs. El 1883, les excavacions de John Smith de coves a la finca de Dalry Blair a la cova de Cleeves Cove van trobar evidències d'home prehistòric i ossos de llúdriga.

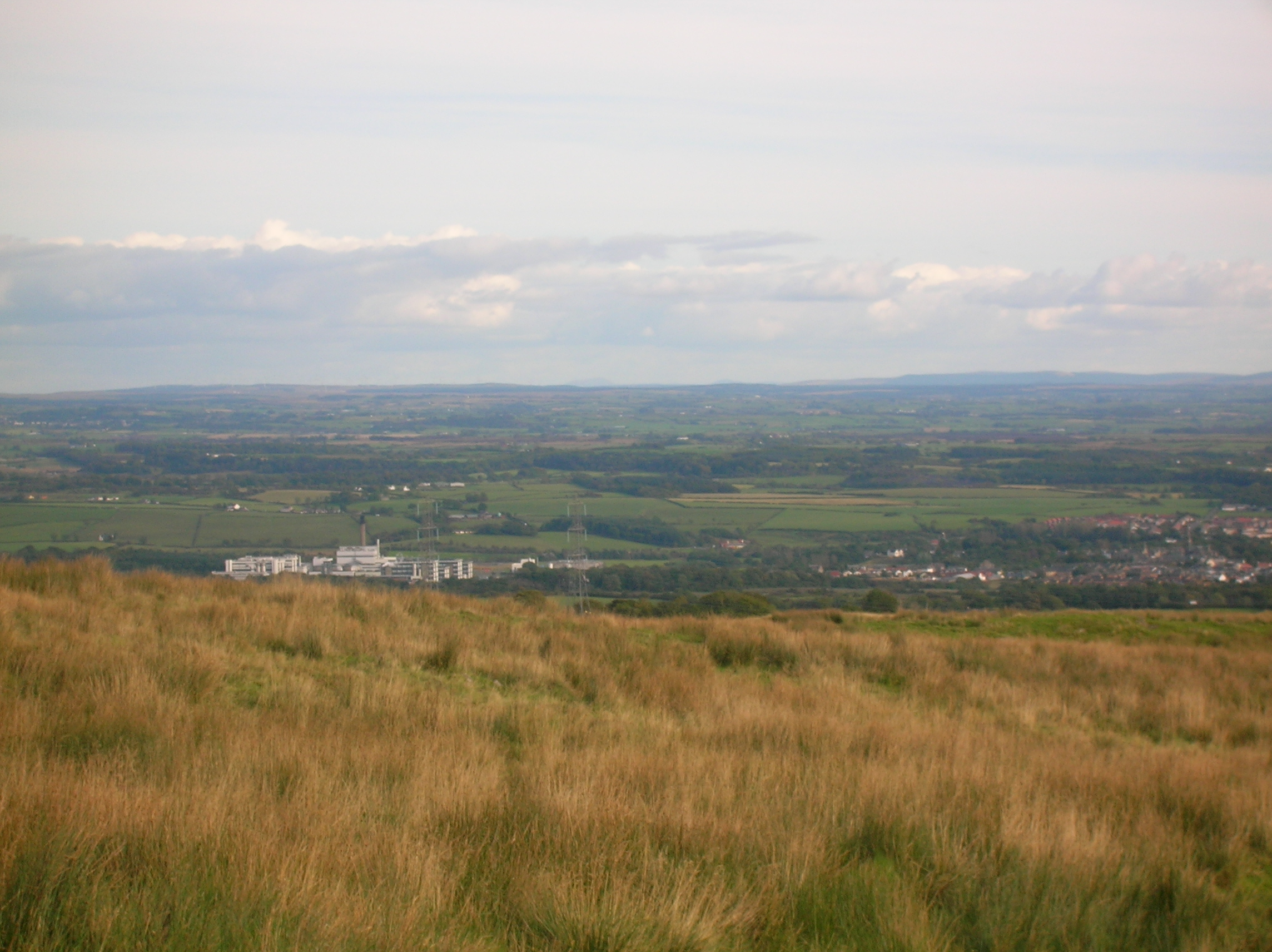
Dalry De Baidland Turó.

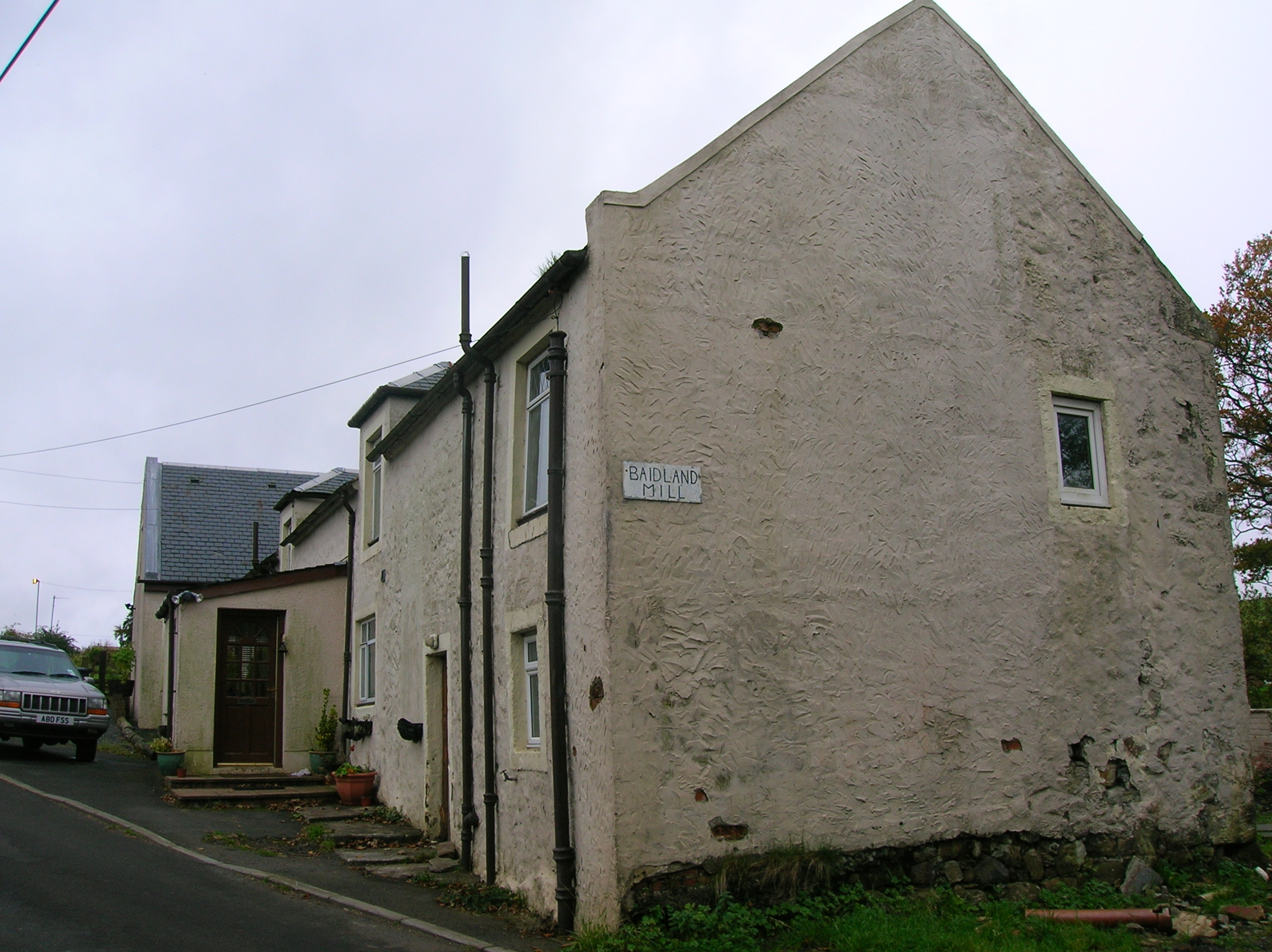
Baidland Molí en el vell Baidland propietat.

La fortalesa d'Aitnock a l'angle SW de Hindog Glen va ser excavada per John Smith el 1901-2, va mostrar un possible dun ocupant la cimera d'un penya-segat que s'aixeca a uns 60 peus (18 m) perpendicularment de l'aigua del sègol. Va declarar en "Excavacions dels fortins de Castlehill, Aitnock i Coalhill, Ayrshire", es va defensar d'una banda per la forta caiguda del Centeno i per una sabata de cavall en forma de fossada profunda i parets de pedra.

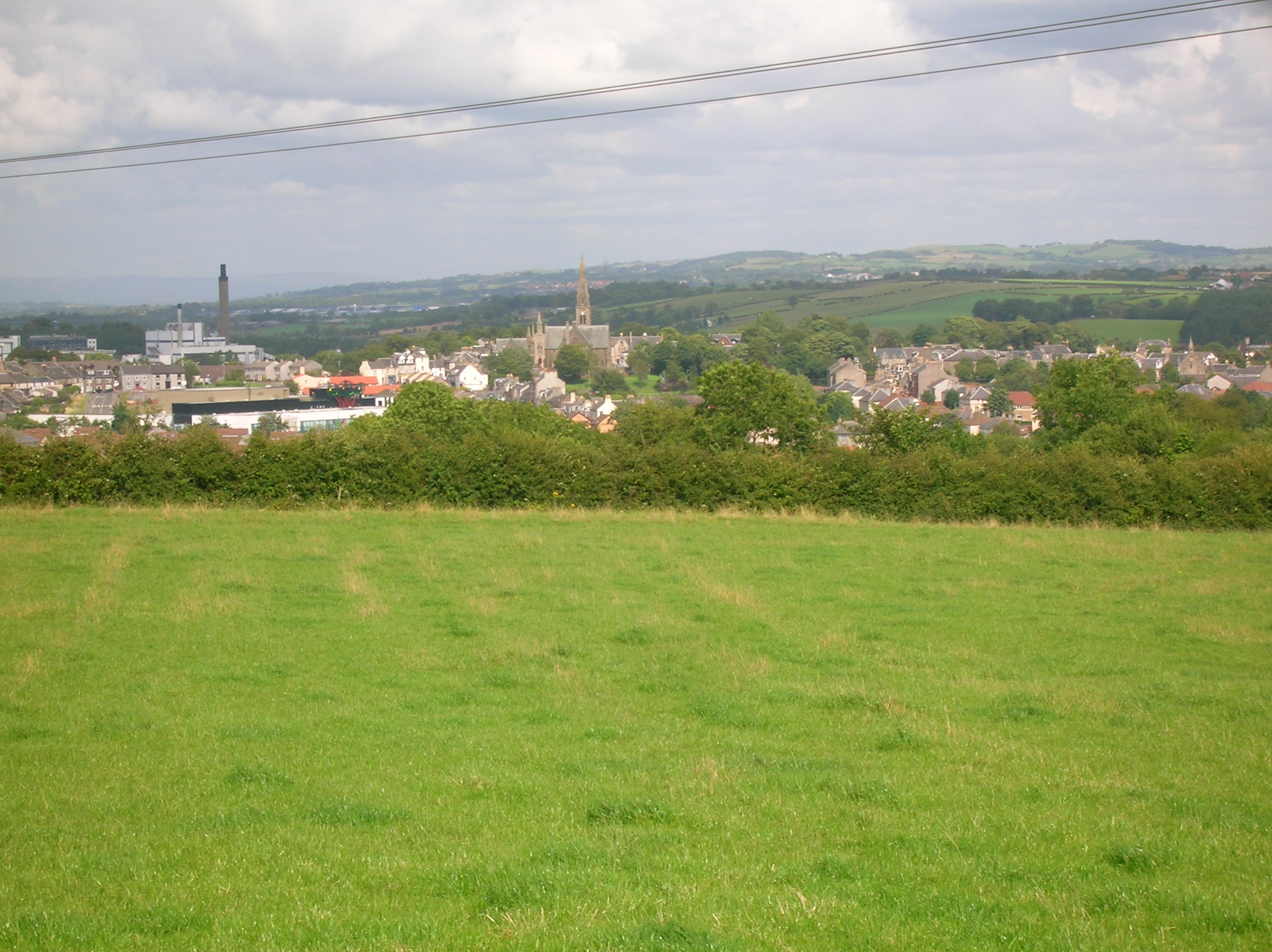
Dalry De Lynncraigs Turó.

L'interior era d'uns 30 metres de diàmetre, el sòl havia estat anivellat, després cobert d'argila groga sobre el qual es col·locaven un paviment de lloses rugoses i còdols. Al paviment hi havia una acumulació de dipòsits, en alguns llocs de profunditat, en els quals es trobaven les relíquies ... monedes, objectes de pedra, un gra de vidre, fragments de trossos samians de 1r o 2n segle, ossos cremats i objectes de ferro. Es va trobar un calder de pedra sorrosaa prop del centre de l'interior, a prop era una xemeneia de lloses instal·lades a la vora, segons ell, possiblement s'utilitzava per escalfar l'aigua a la caldera. Es va trobar una massa irregular de pedra sorrosa, que portava dues marques de copes cincelades una a cada costat, gairebé contràries. Durant les seves excavacions va trobar 4 monedes romanes de plata, totes les denarii, dues d'Antonino Pío i una de Vespasiano i Adrià, totes elles procedents d'una part superior d'una capa negra d'ocupació. La col·lecció de material de Smith des d'aquí va ser donada al Museu Nacional d'Antiguitats d'Escòcia en 1981.
A les excavacions de Courthill van ser realitzades per Cochrane-Patrick (1878) i Dobie (1876) en la dècada de 1870. Es van trobar restes d'una sala de fusta similar a la d'Anglaterra datada al voltant del segle viii. Aquestes excavacions es refereixen a una sala de fusta o estructura de la cort amb un sostre de gespa, que després va ser reemplaçat per un motte (una estructura en un turó) similar a aquells utilitzats pels primers normands que s'infiltren a la zona. Entre els residus es va trobar un capçal de flint de pedres d'un període encara més anterior.

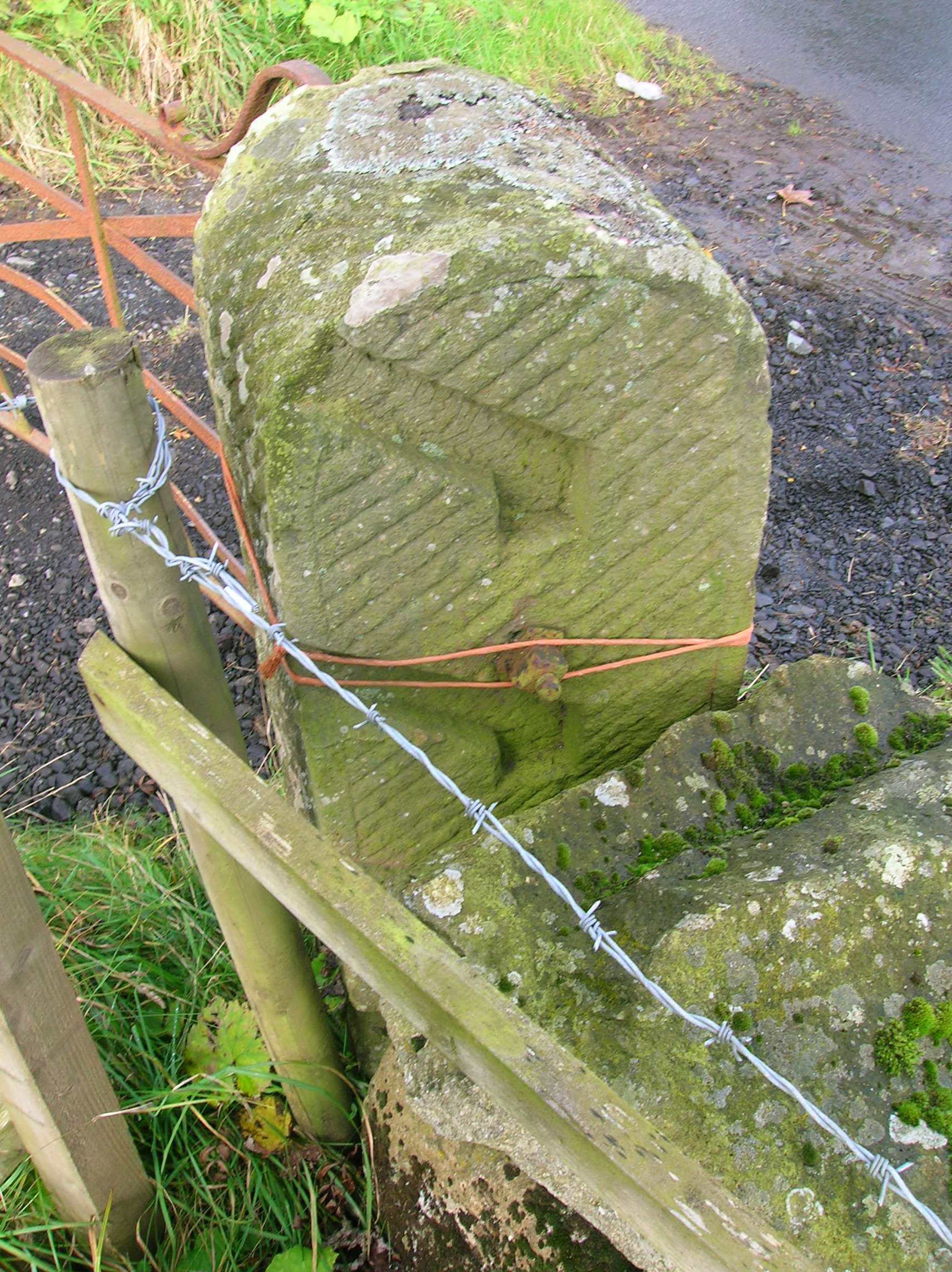
Un número de vell al principi 'hingleless' stile els correus demostra la història llarga de cultivar en l'àrea.

A Auchinskich, és a dir, les coves de Cleeves Cove, hi ha una cova natural esmentada com la "Casa del Elf" de 183 peus de longitud prop del centre que s'expandeix en una gran cambra, de 35 peus de llarg per 12 amples i 12 peus d'alçada.

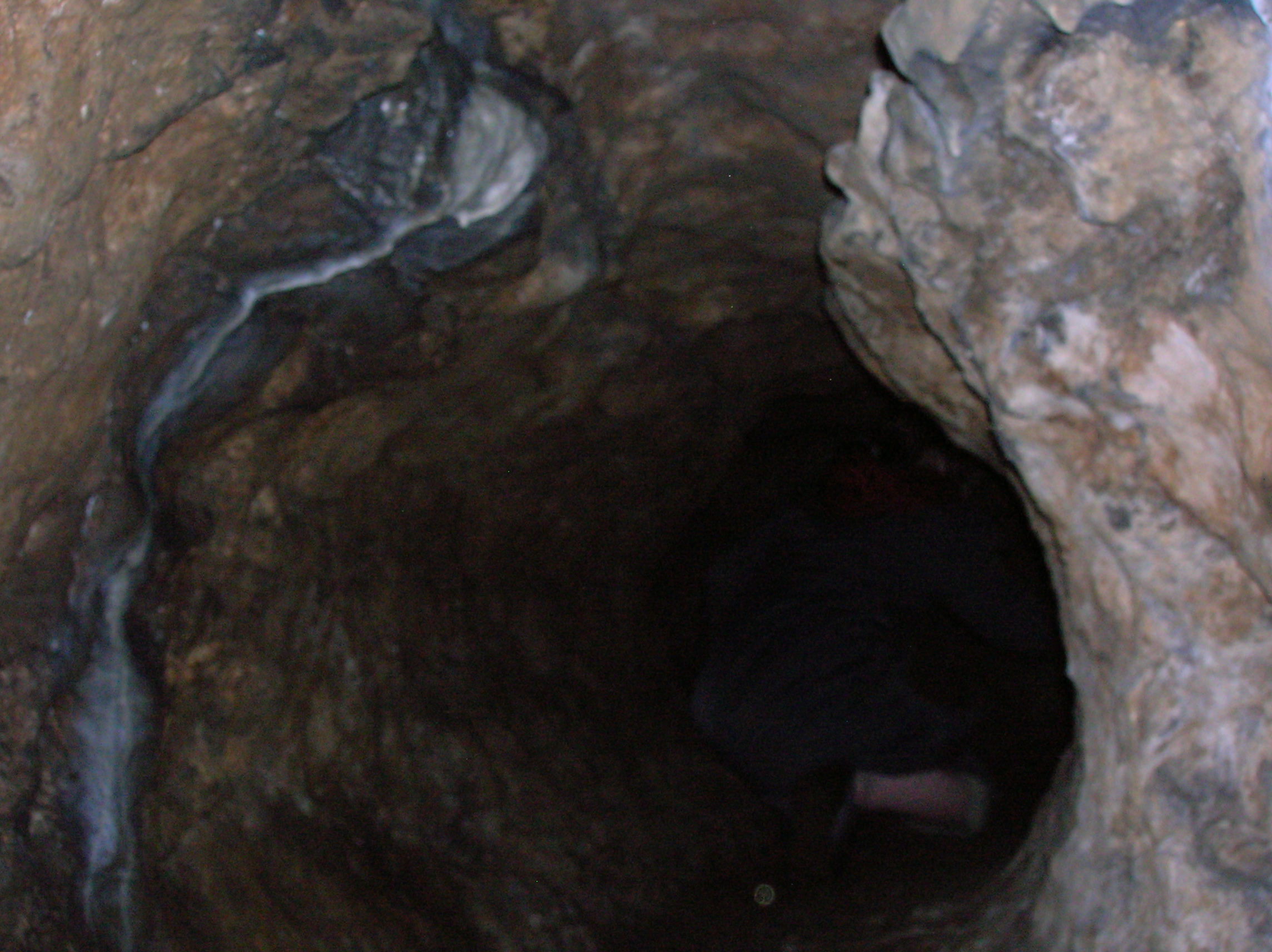
Un passageway a Cleeves Cove, el 'Elf Hame,' mostrant l'activitat d'erosió d'aigua i calcària deposition.

En el regnat de Carles II, es deia que era un refugi als pactes d'aquesta parròquia per la violència dels seus perseguidors.
Quan en David I (1082-1153) va ser coronat rei d'Escòcia, va ingressar i va crear una aristocràcia normanda d'alt rang en el seu nou regne. Aquests nobles normandos van rebre terres creant a Escòcia una influent aristocràcia normanda.
Un d'aquests "nobles o cavallers", Hugh de Morville, es va fer Lord High Constable d'Escòcia i va atorgar terres a Cunninghame. De Morville probablement donà algunes d'aquestes terres o barons a un familiar Walter de Lynne, a William de Blair, a William Kerr ia els Boyles de Kelburne. El nom de Lynne que significa "una cascada", primer es fa notar a la zona de Dalry en els anys 1200-1300. Es van situar aquí i tenien terres i posseïen el Castell de Lin prop de la cascada de the Calf.

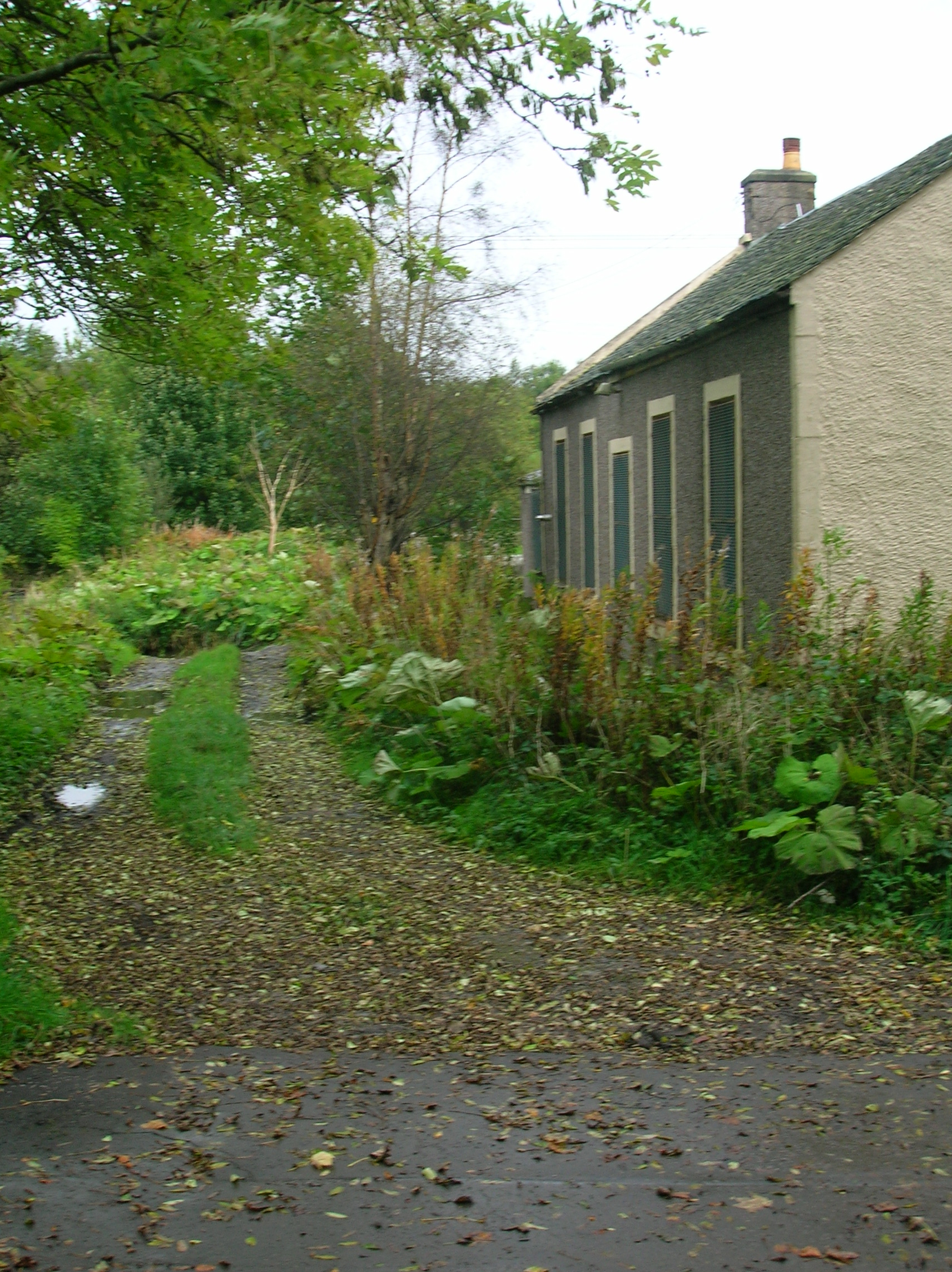
El vell Dalry Hospital de Casa de camp per l'Aigua de Sègol Ford.

El nom de Blair en aquell moment significava "un camp clar de boscos" i és reconegut a la zona a la fi del segle xii quan un conservador Norman es trobava dins de la baronia de Blair. Més tard va ser substituït pel castell de Blair.
Dalry va ser esmentada en 1226 com una "capella de Ardrossan". La parròquia de Dalry es va formar probablement l'any 1279 quan apareix un "Enric, rector de l'Església de Dalry" al Registre de la Diòcesi de Glasgow. Dos paratges de culte a la parròquia apareixen a finals del segle xiii. Un a la riba est del riu Garnock a Kilcush, i l'altre a l'oest, situat a prop de l'antic Glebe. Aquesta era la principal església parroquial, gairebé segurament dedicada a Santa Margarida d'Antioquia, màrtir verge del segle iii o IV.
Es va trobar un taüt de pedra cavalleriana d'un baró de Ardrossan quan es van realitzar excavacions a l'església parroquial de Ardrossan. Probablement hagués estat realitzat per un maçó francès que treballés en la construcció de l'abadia de Kilwinning durant els segles XII i principis del xiii. Els noms "Templand" derivats de la paraula templar es troben a l'àrea de Dalry.
Es va trobar un taüt de pedra cavalleriana d'un baró d'Ardrossan quan es van realitzar excavacions a l'església parroquial de Ardrossan. Probablement hagués estat realitzat per un maçó francès que treballés en la construcció de l'abadia de Kilwinning durant els segles XII i principis del xiii. Els noms "Templand" derivats de la paraula templar es troben a l'àrea de Dalry.
The Rye Water Ford, una rara supervivència a Ayrshire.
Les terres incloent l'àrea de Pitcon a Dalry van ser lliurades per Robert the Bruce al seu home dret Robert Boyd en 1316.
Al segle xv la parròquia tenia cinc barons principals; Kelburne, Blair, Kersland, Lynn i Pitcon. Aquests noms encara es reflecteixen en algunes de les àrees, granges, cases i cognoms de la zona. Kersland tenia una escola eclesiàstica i un castell en ruïnes i està lligat al pacte Robert Ker de Kersland.
L'aigua del sègol té la seva font entre els alts turons propers. El lloc més interessant és aquell sobre el qual el món ha estat cantant durant segles: el punt on va ser travessat per un vat per sota de Ryefield House. Abans de la construcció de qualsevol pont a Drakemire, l'estirament de la riera havia estat molt divertit i divertit, com ho demostren els versos tradicionals de la llum i bella cançó "Comin 'Thro' the Rye" que commemora l'escena primitiva:
| "Gin un cos es reuneix amb un cos Comin 'a través del Centeno, Ginebra un cos besant un cos. Necessites un crit corporal? Ilka Lassie té el seu fillet, Nane, diuen, ja, jo! No obstant això, un "els nois que em somriuen, Quan menja a través del sègol. " |

### Casa Doggartland

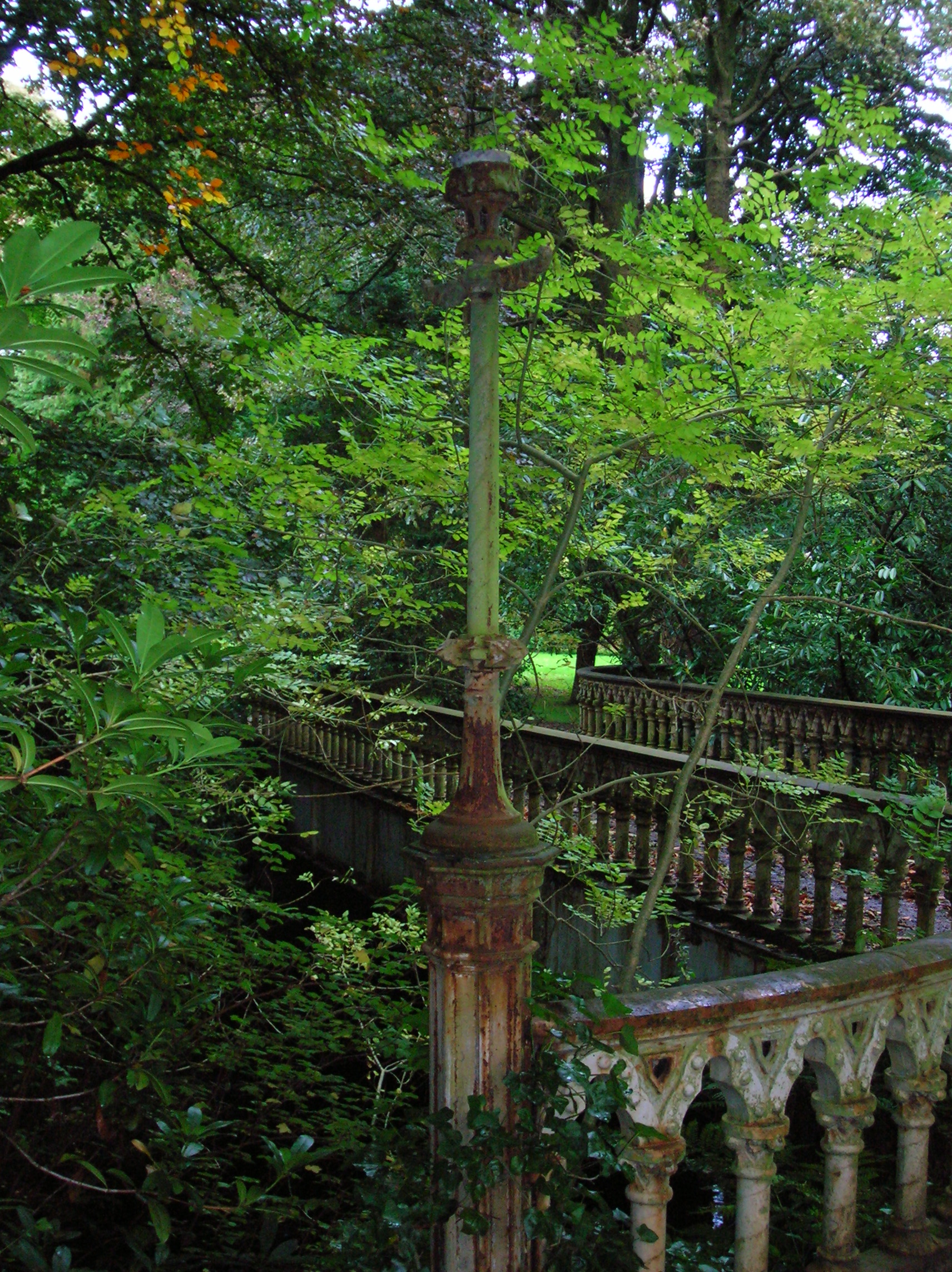
Detail of an old gas light on the Doggartland Bridge.
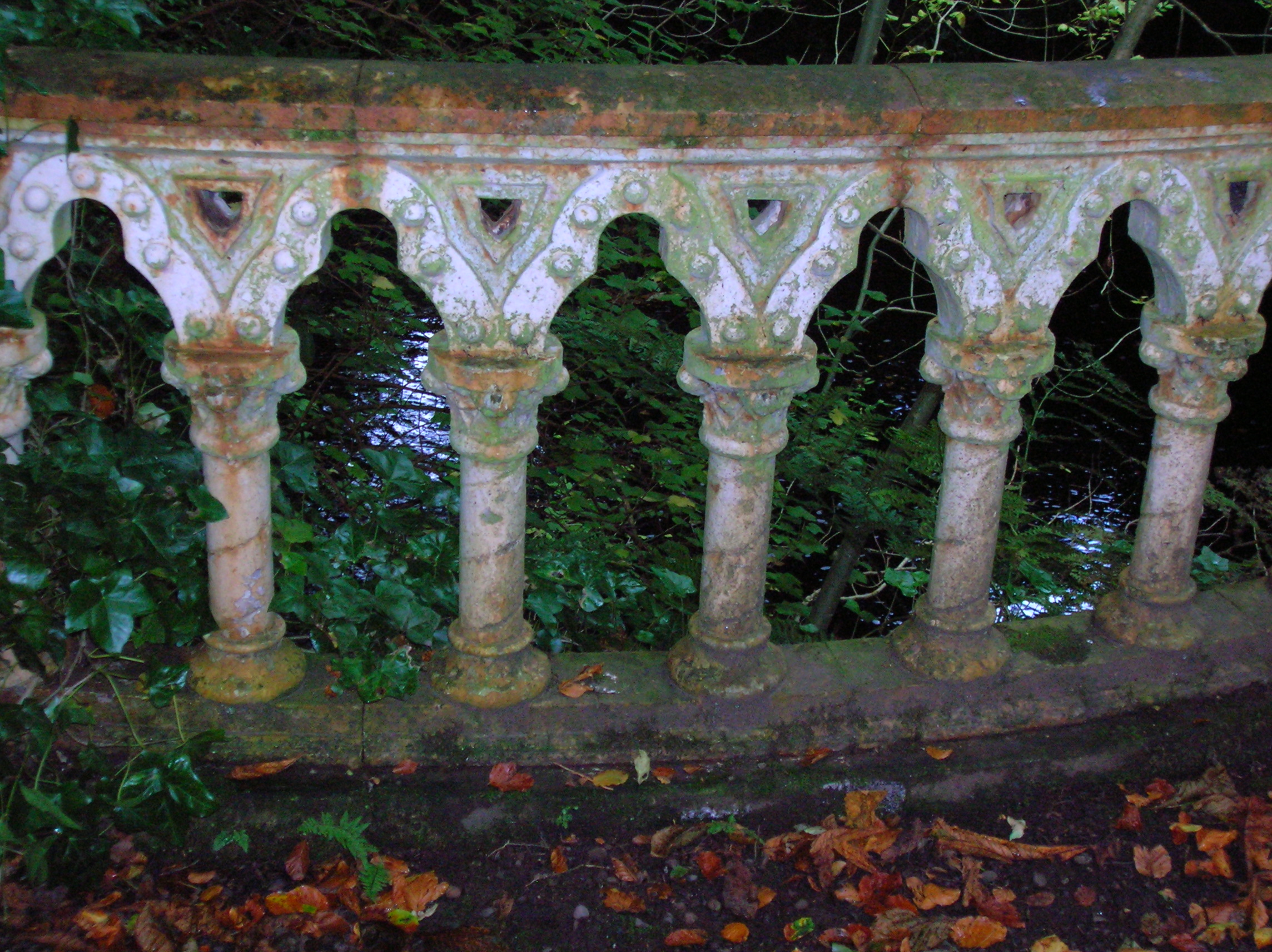
Detail of the cast iron railings at the Doggartland Bridge.
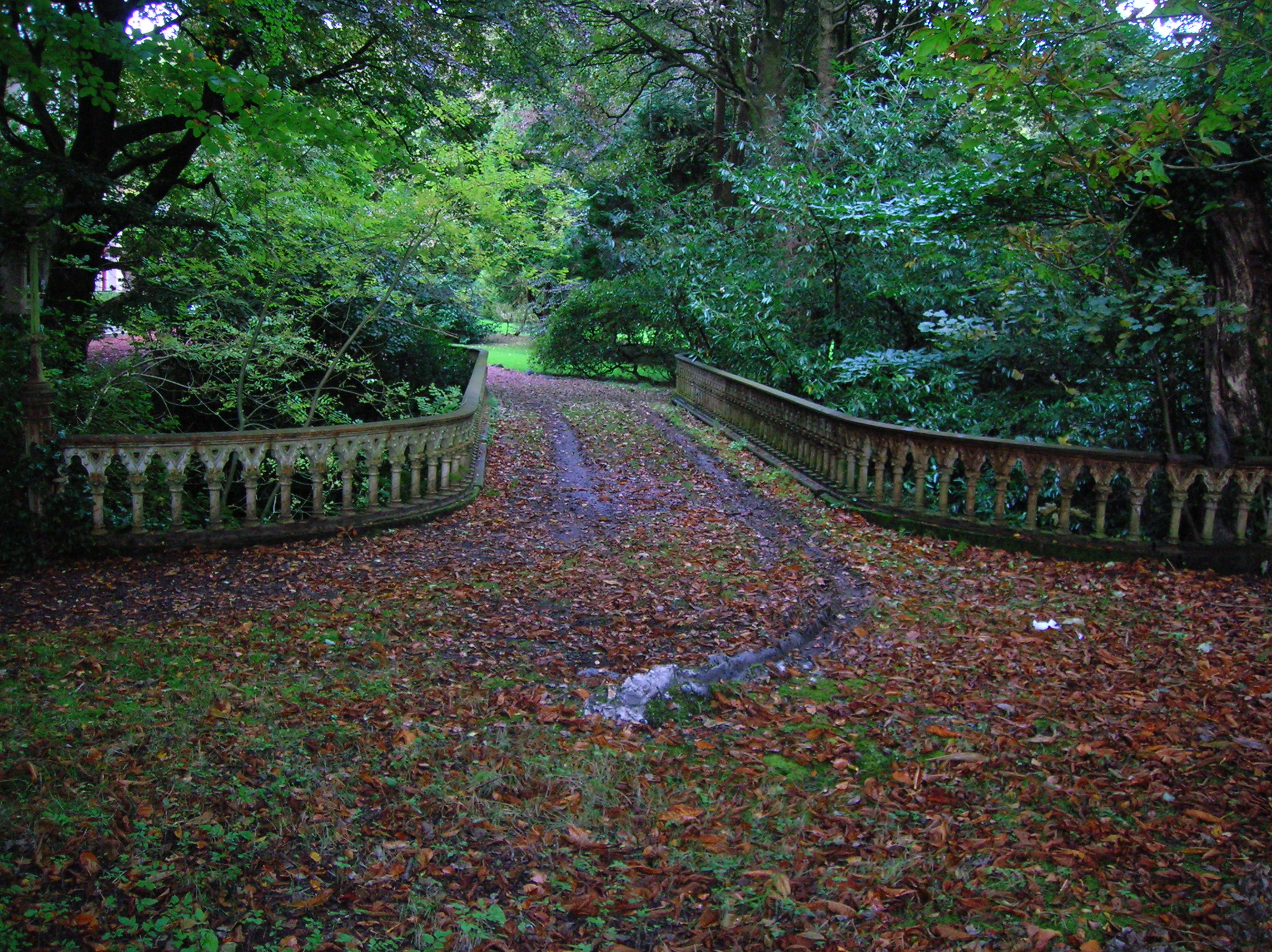
The Doggartland Bridge.

### Senyors de Lynn

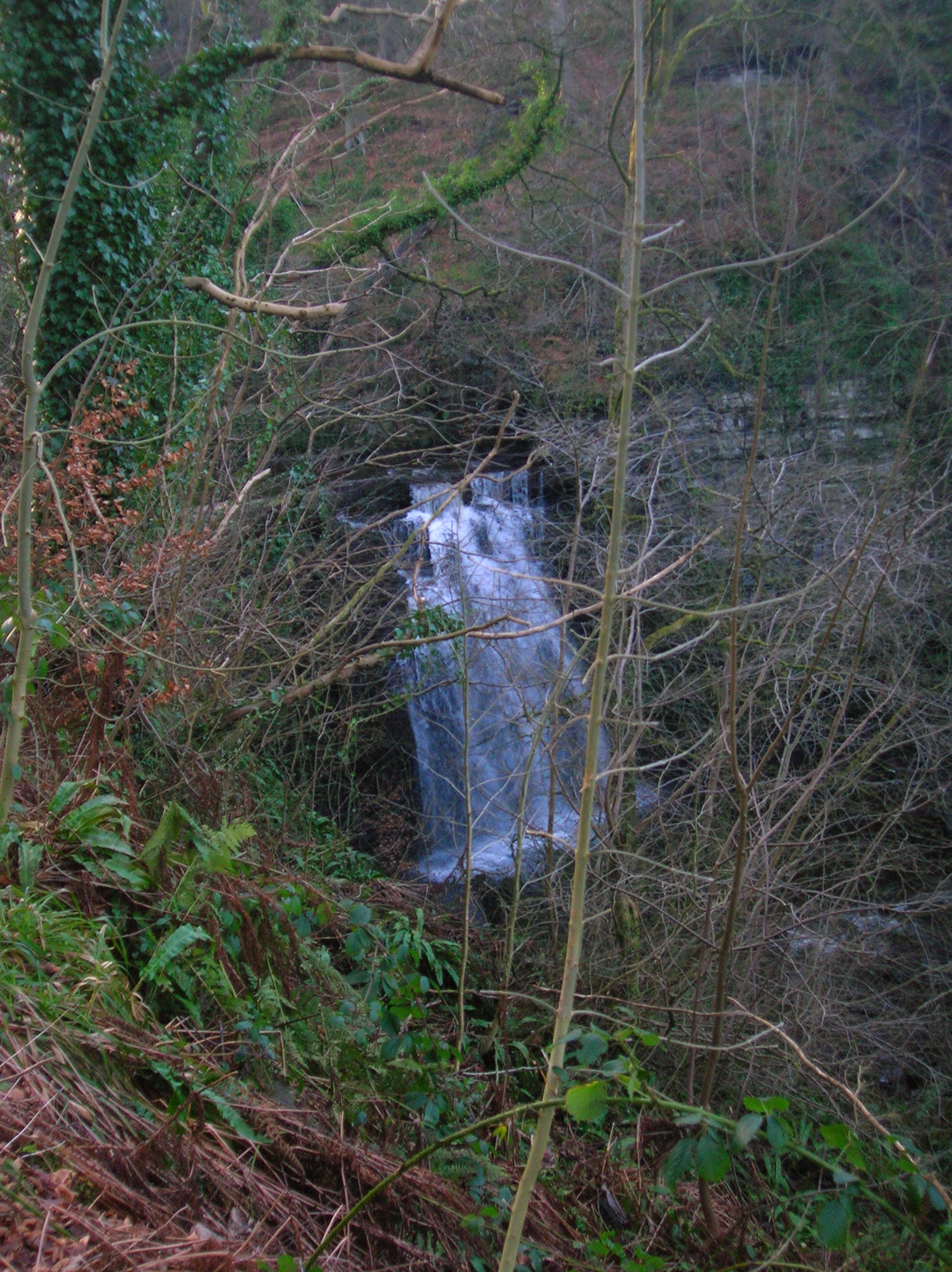
La cascada en el Caaf Aigua a Lynn Glen.

La baronia de Lynn va ser creada a partir de les terres heretats al voltant de 1204 d'Hugh de Morville. Segons sembla, va ser el primer detingut per Walter de Lynne, que va signar el Rolling Ragman de 1296. Segons Douglas, la família portava el nom de Lynne molt abans d'arribar a Ayrshire. Tanmateix, com diu Douglas, però, la línia familiar és Robert de Lynne que apareix en 1207 (Perthshire), William de Lynne apareixent en 1246 (Perthshire) i Walter de Lynne apareixent en 1296 (Ayrshire), es podria esperar que William (o potser fins i tot Robert), en comptes del fill de William Walter, per ser l'hereu de Morville, primer senyor de Lynn a Dalry, i progenitor dels Lynns d'aquell Ilk. En qualsevol cas, els Lynns van mantenir la propietat des d'aproximadament 1204 fins a 1532, quan la van vendre als Boyds of Kilmarnock. Fins i tot llavors, no obstant això, van conservar l'ús de 16 acres de la baronia o "terres dominicals", on els acres es deien "Burnesyd, Garden i Lyne Knoll a la ciutat i territori de Lyne, bailliary de Cunningham i Sheriffdom of Ayr".

## Llegendes de Lynn Glen

### Vistes de Craig Molí i Lynn Glen

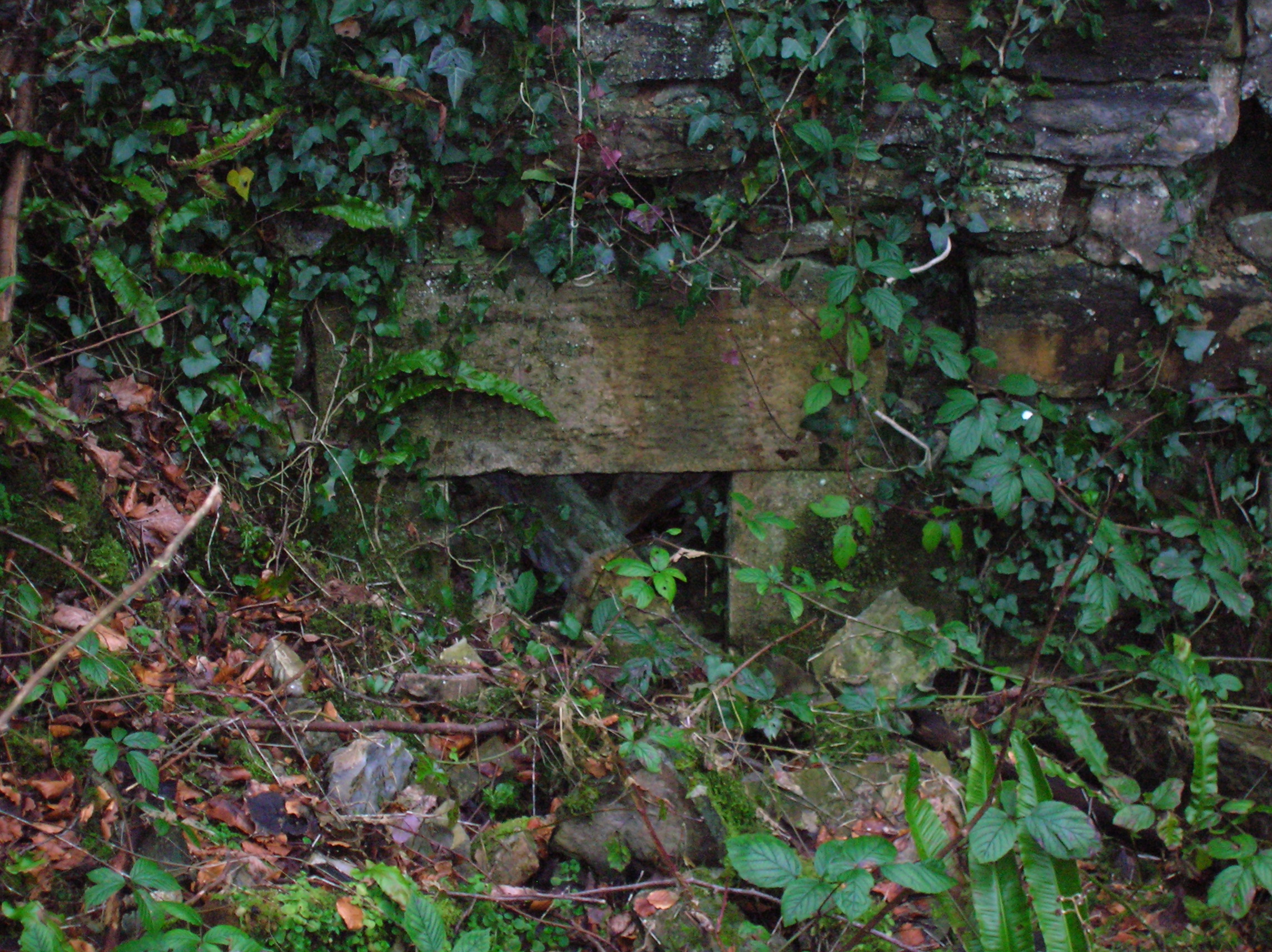
Detail of an opening in the gable end of the old mill.
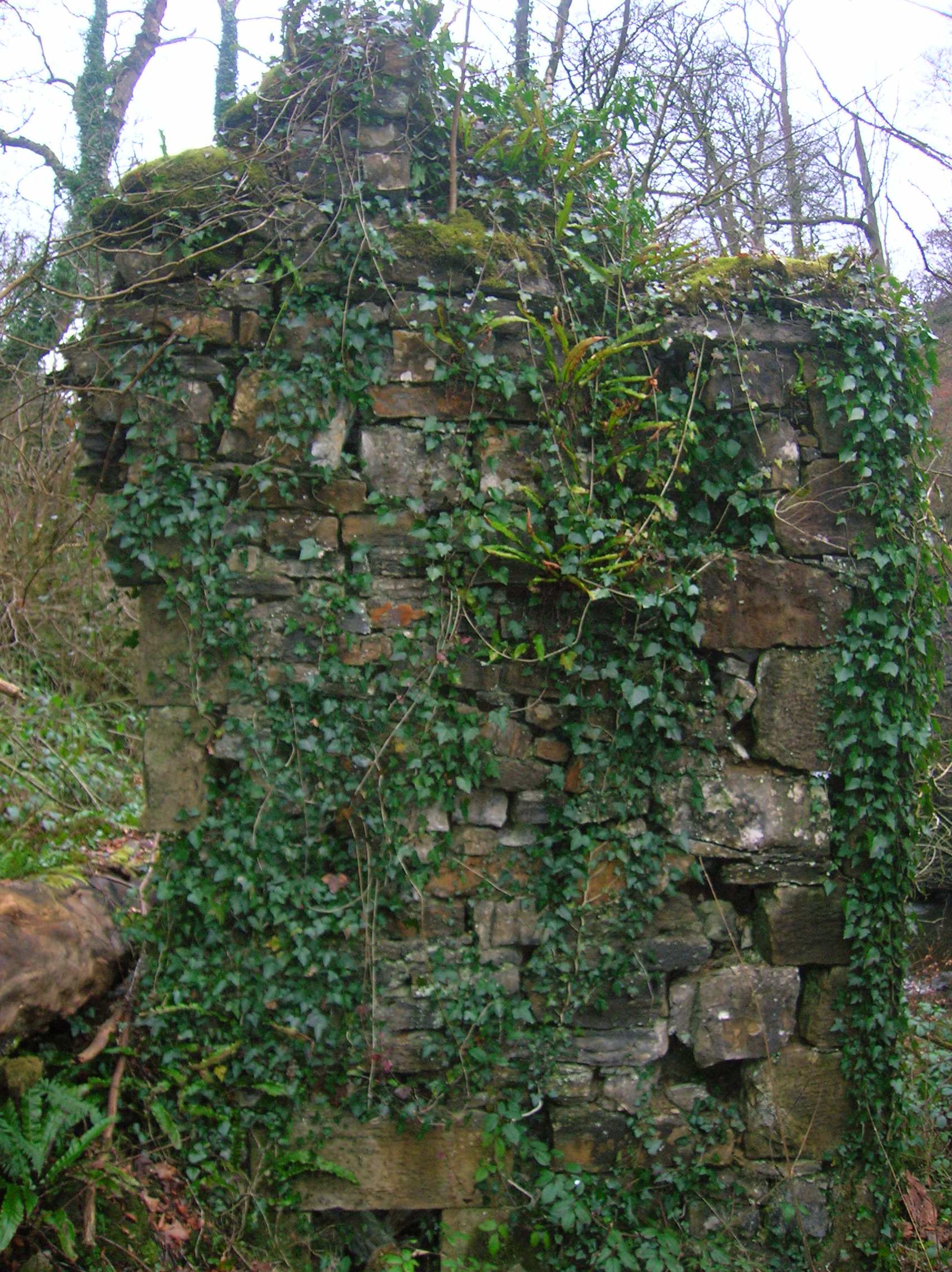
The old mill's gable end facing Linn Spout.
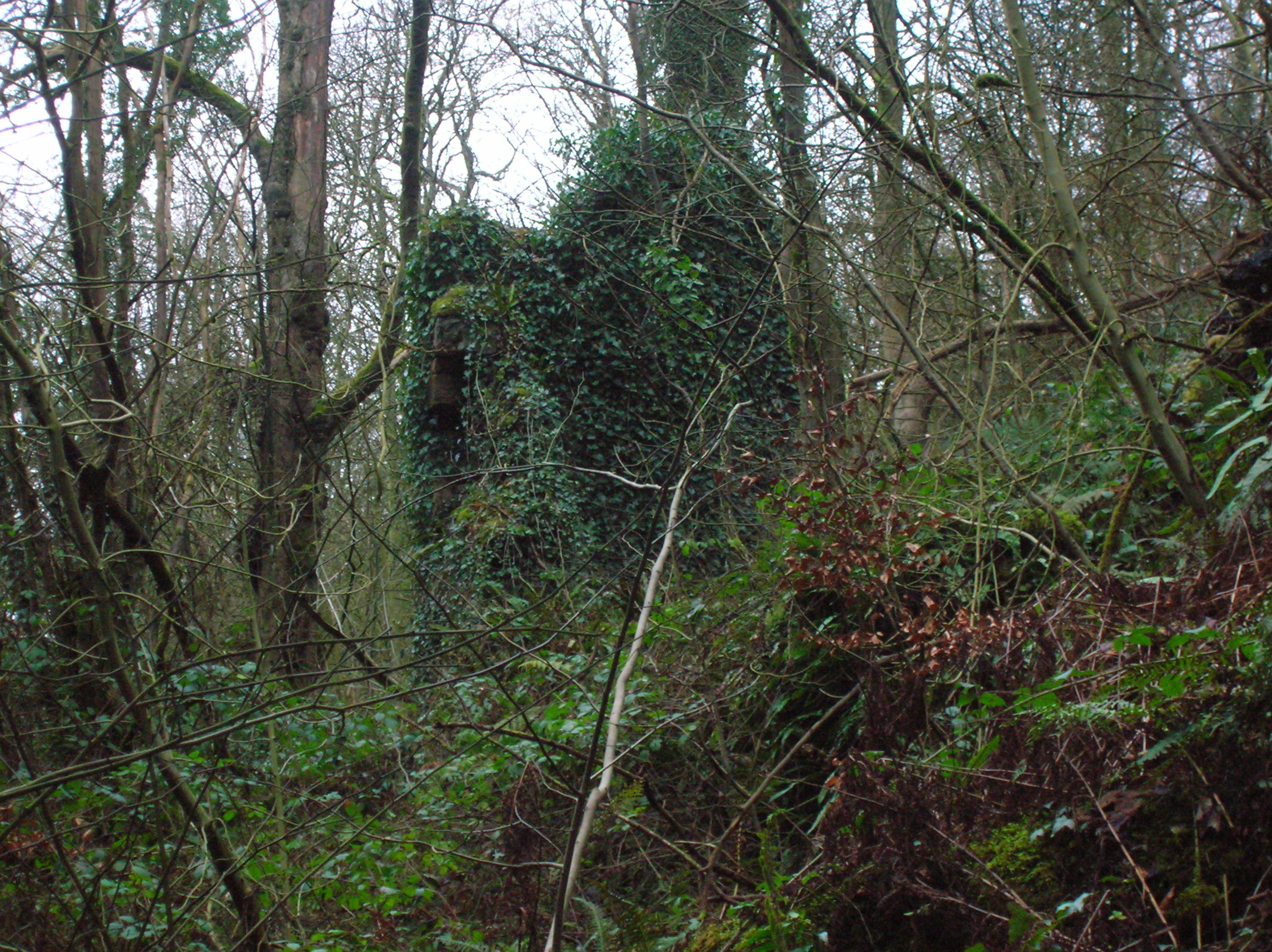
The Craig Mill ruins from below Linn Spout. This mill was associated with Kilwinning Abbey, together with Garnock and Sevenacres mills.
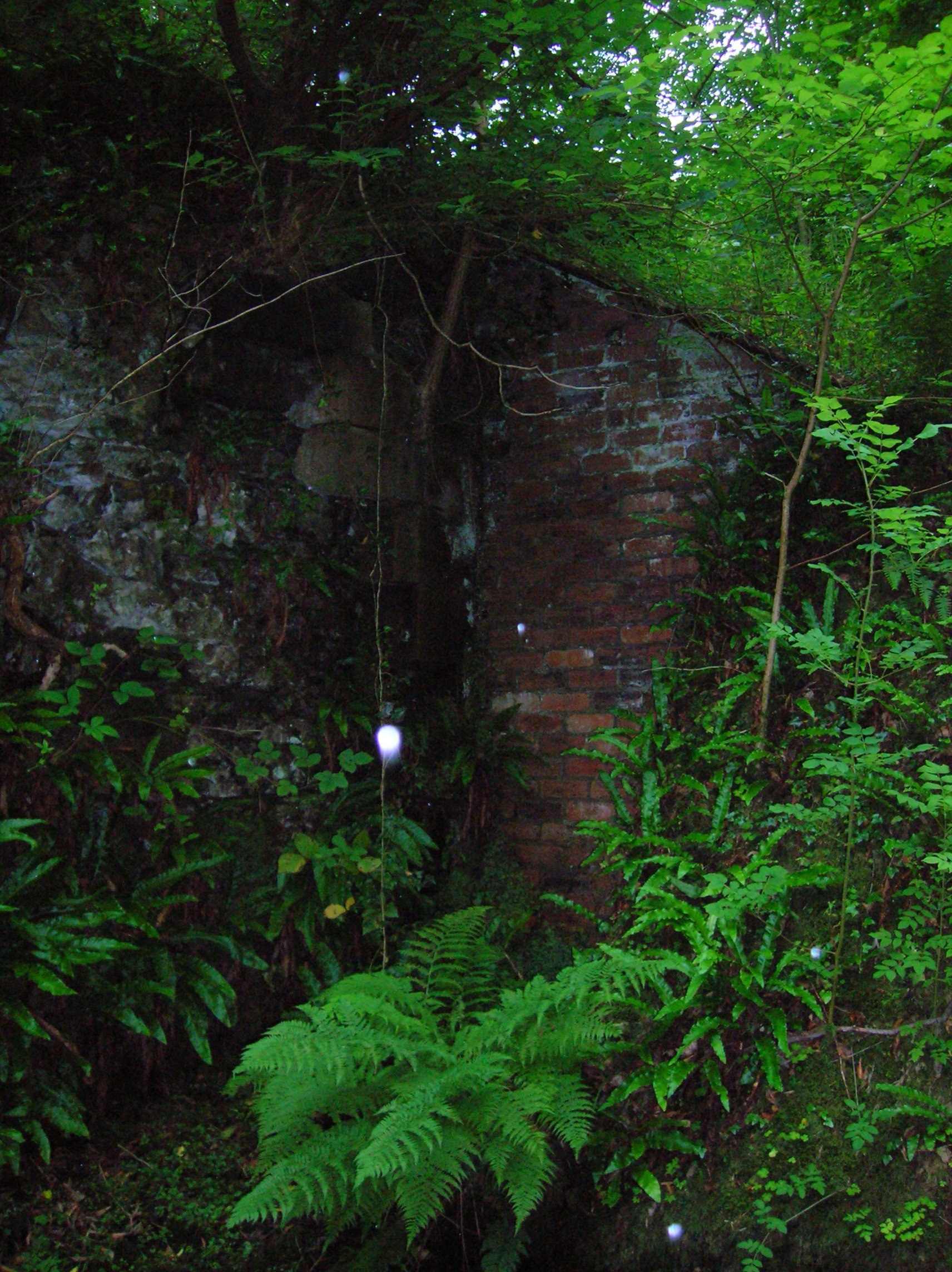
Remains of the mill lade and what may have been a later roofed turbine house.
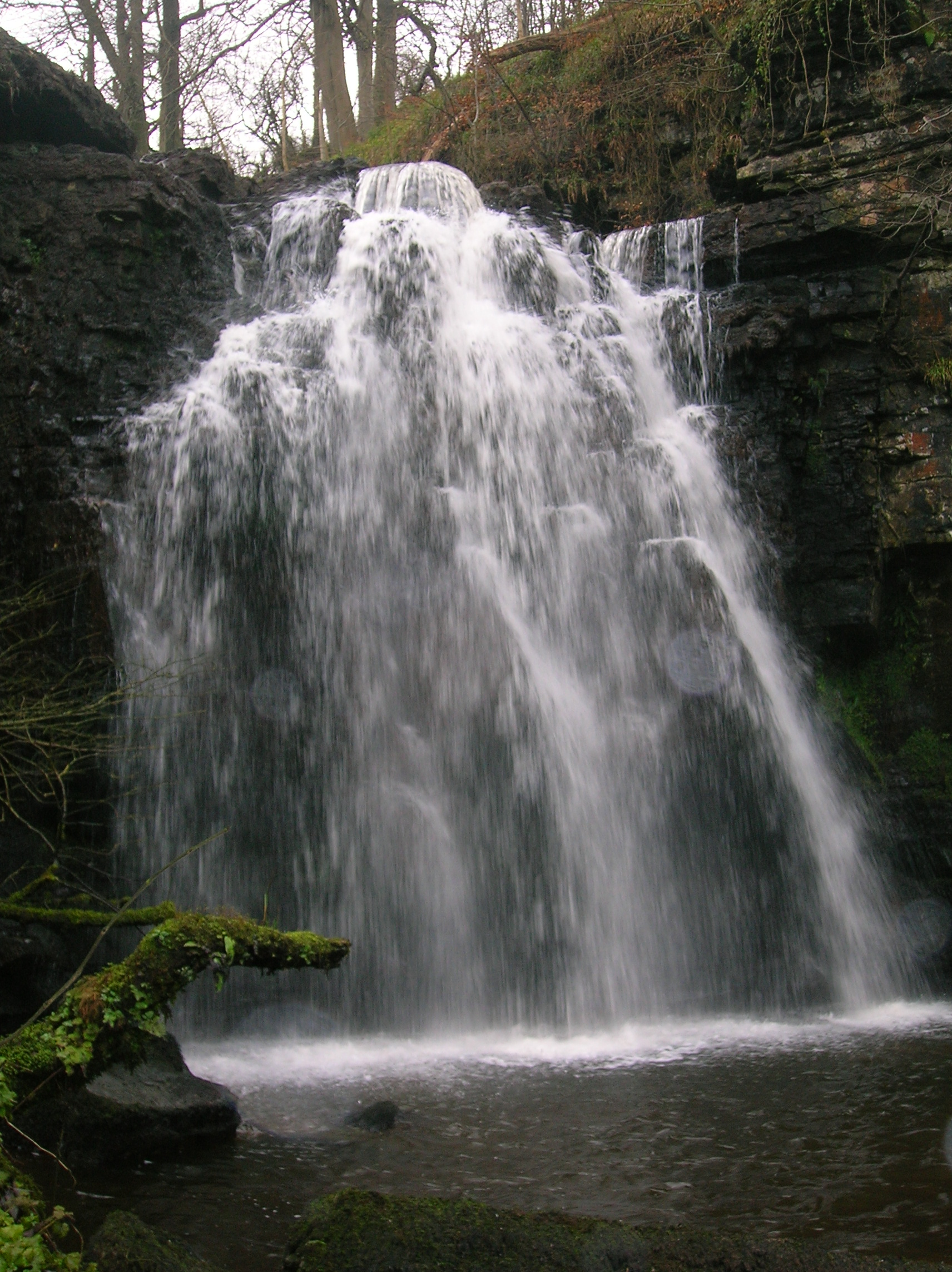
Linn Spout on the Caaf Water.
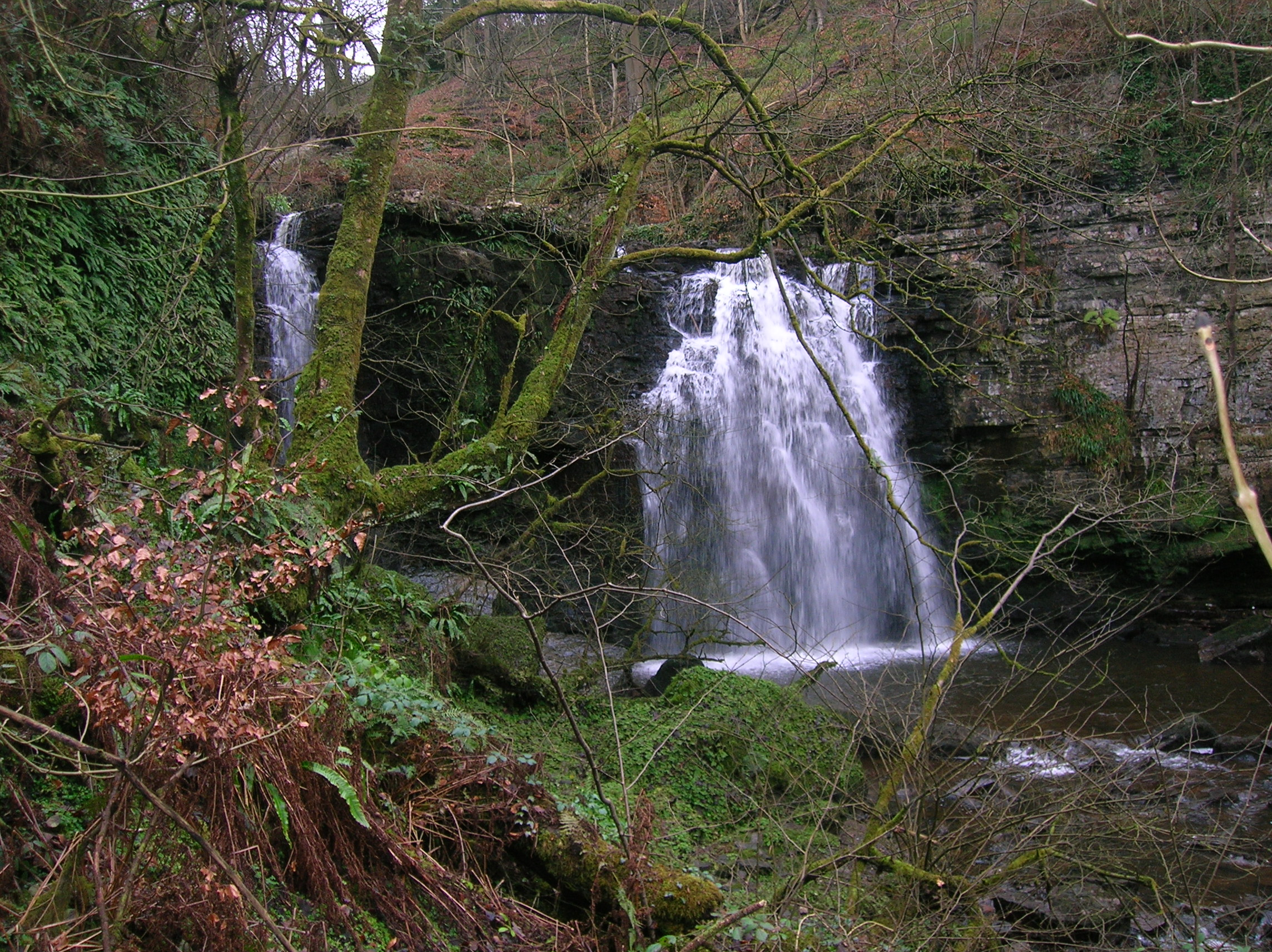
Linn Spout on the Caaf Water; illustrating the thick limestone deposits in this area.
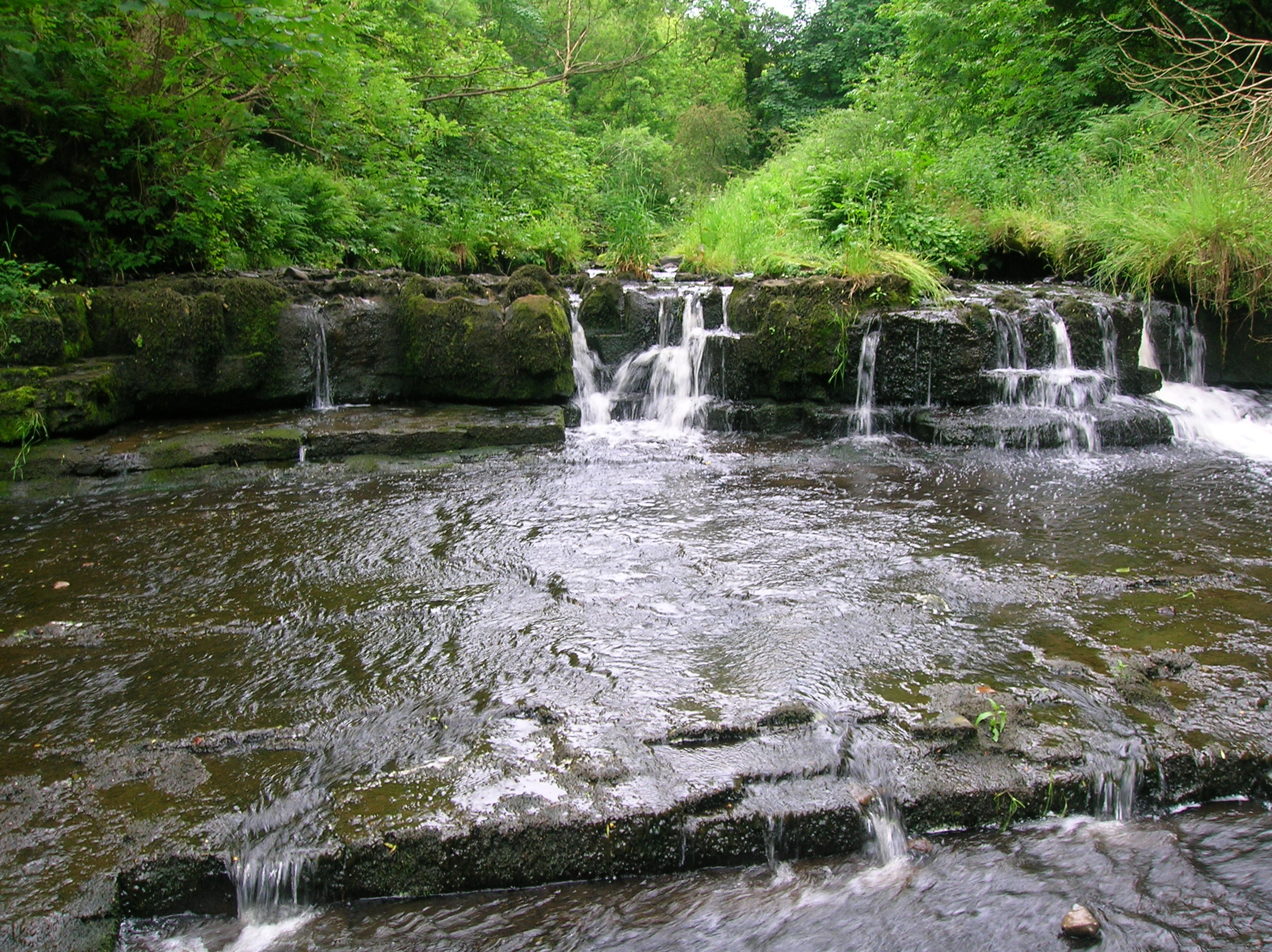
The Caaf Water running over limestone. A good site for rock-cut basins.
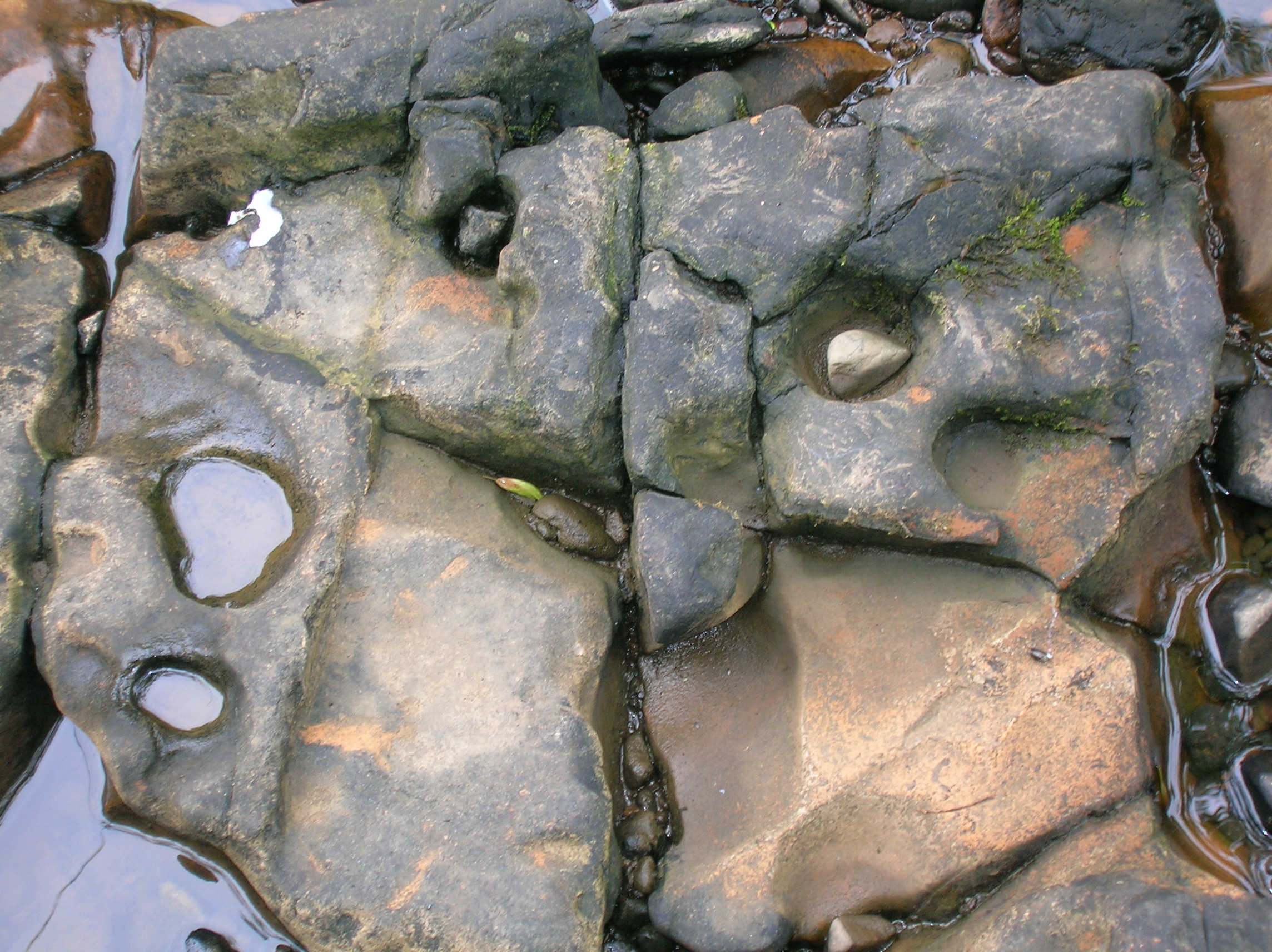
Rock-cut basins with the eroding pebble in situ.
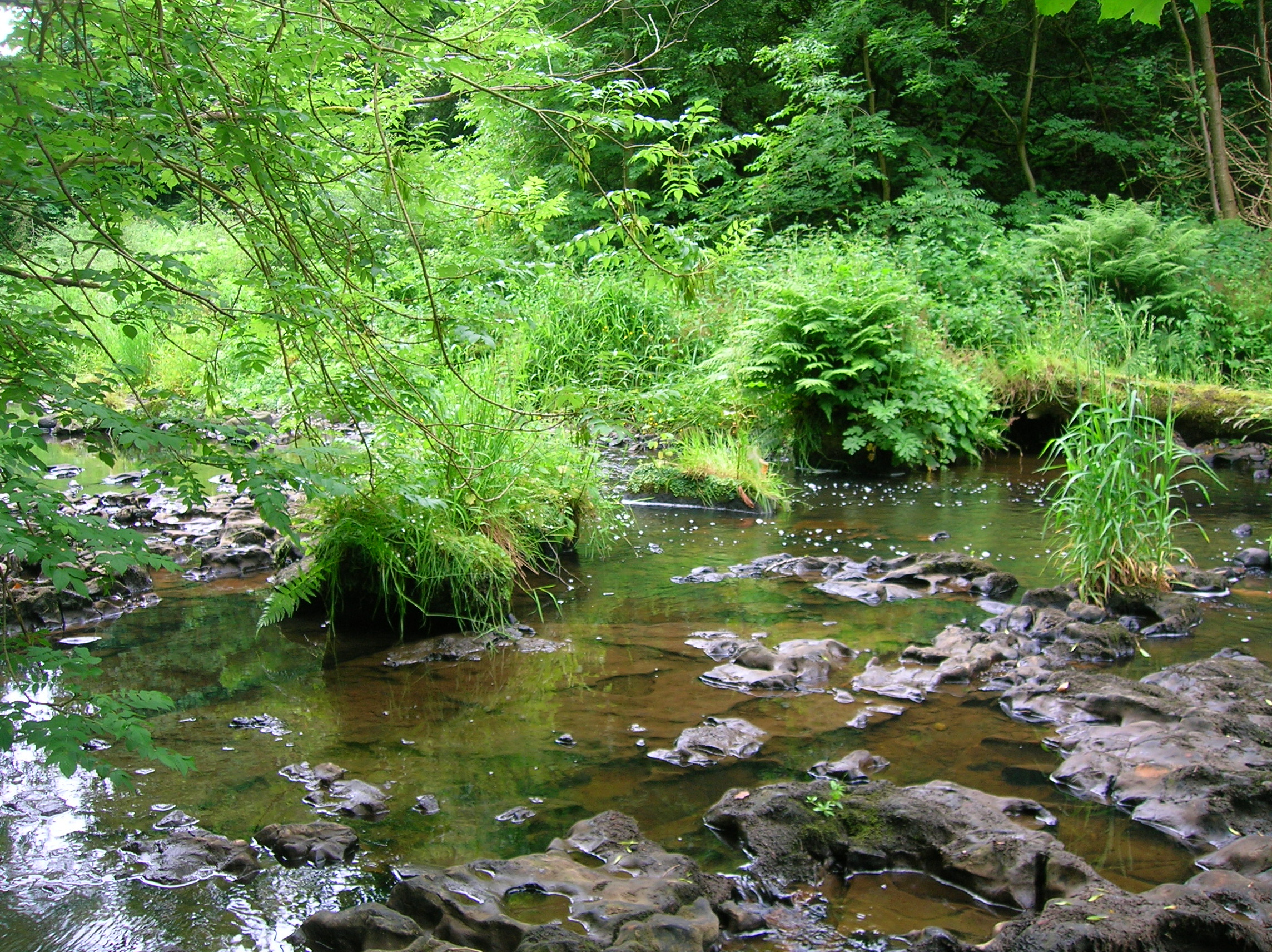
The remains of an old footbridge near the entrance to the old lade.
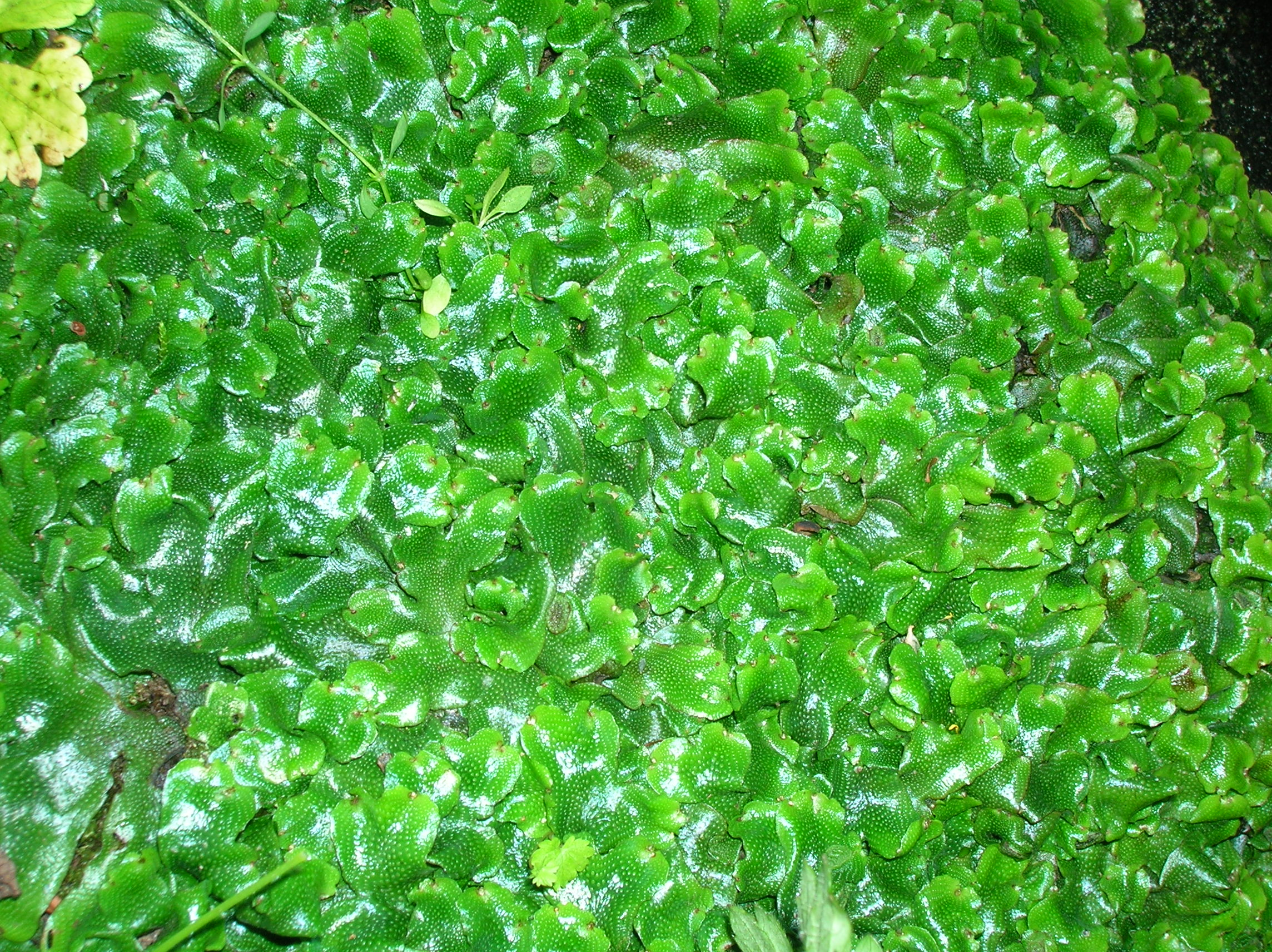
The Liverwort Conocephalum conicum on a rock in the Caaf Water.
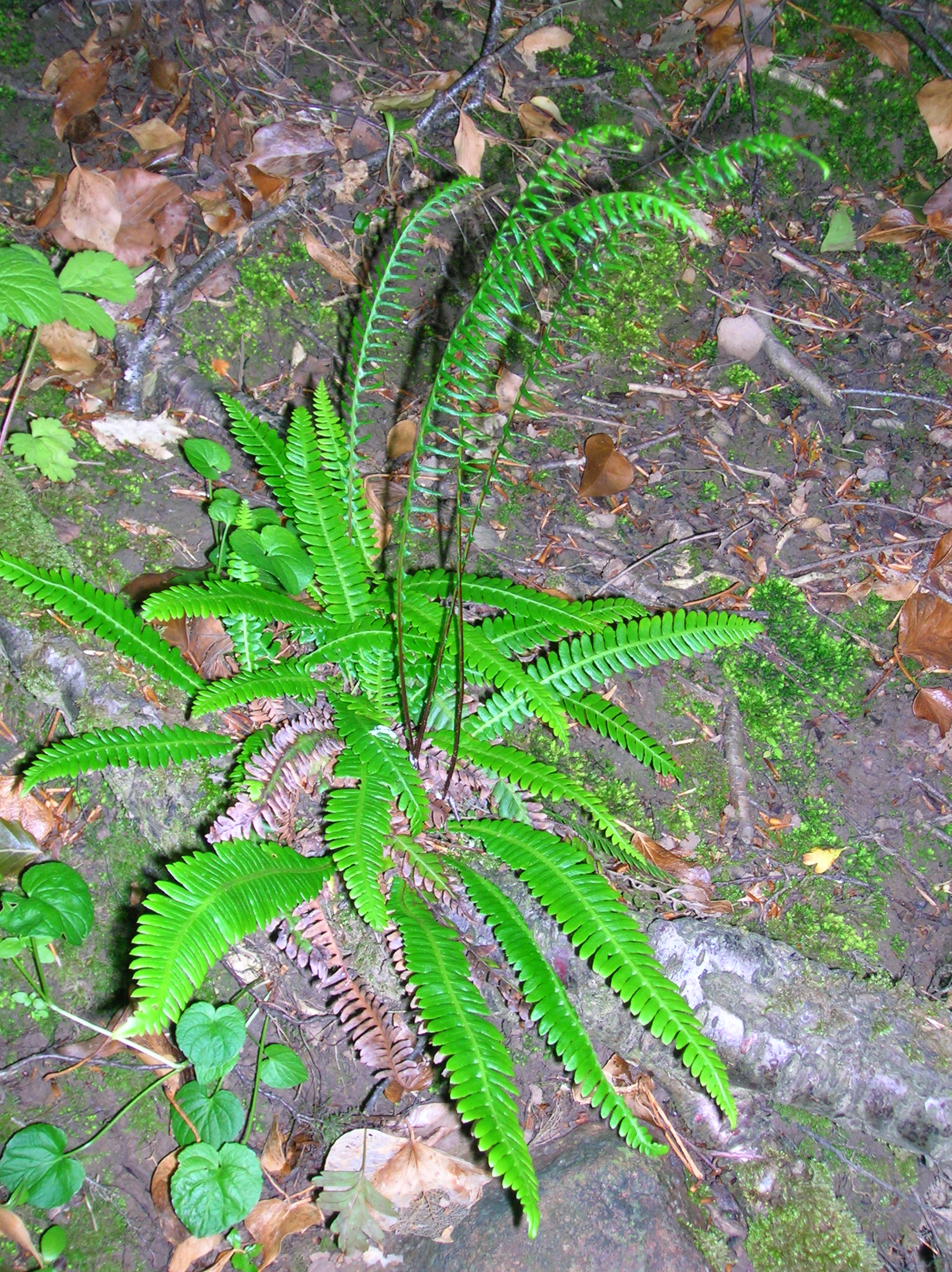
Hard Fern (Blechnum spicant) in the Linn Glen. Note the vertical fertile fronds typical of this species.
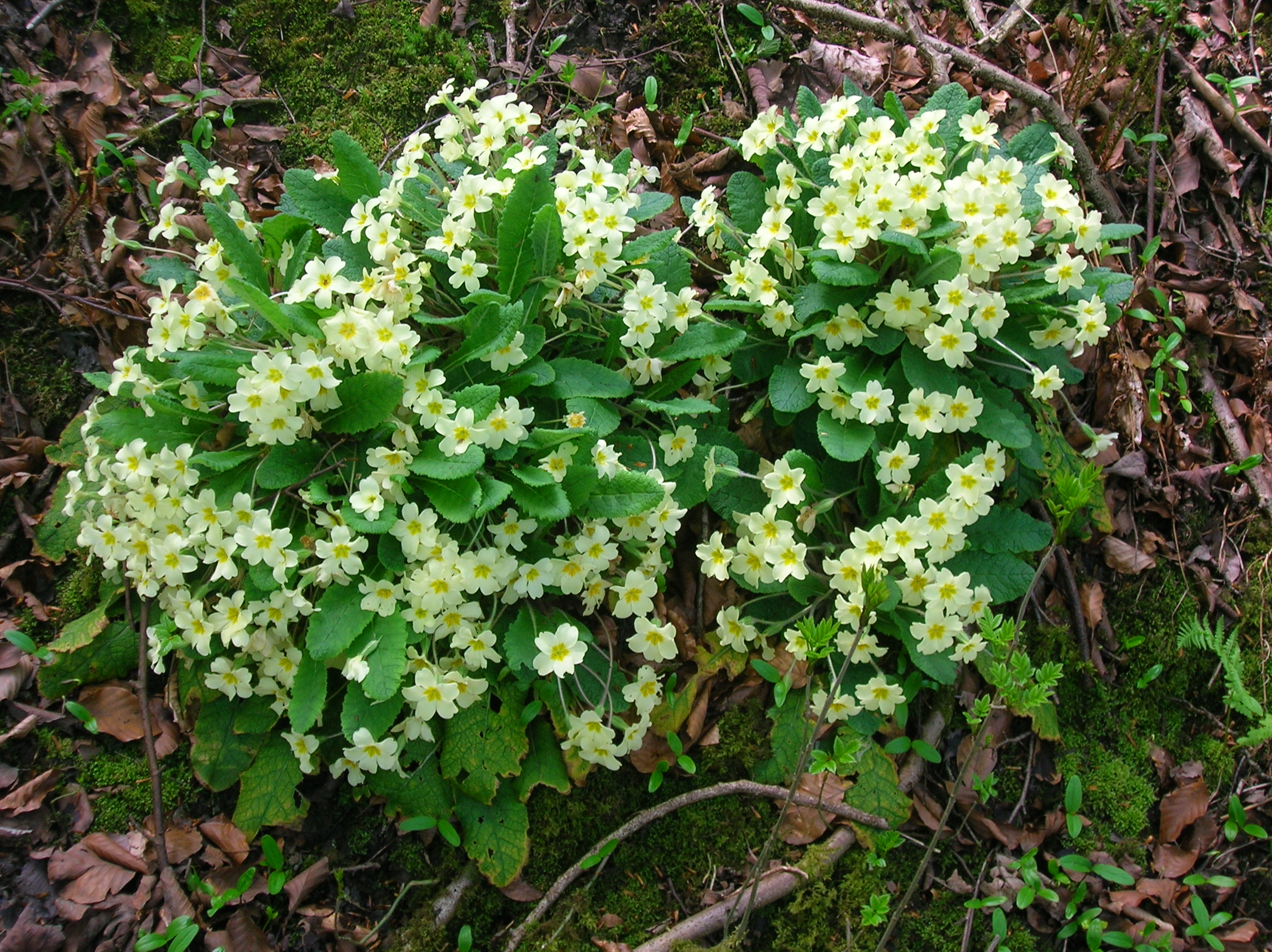
Primroses in the Glen.

### El passeig dels Amants

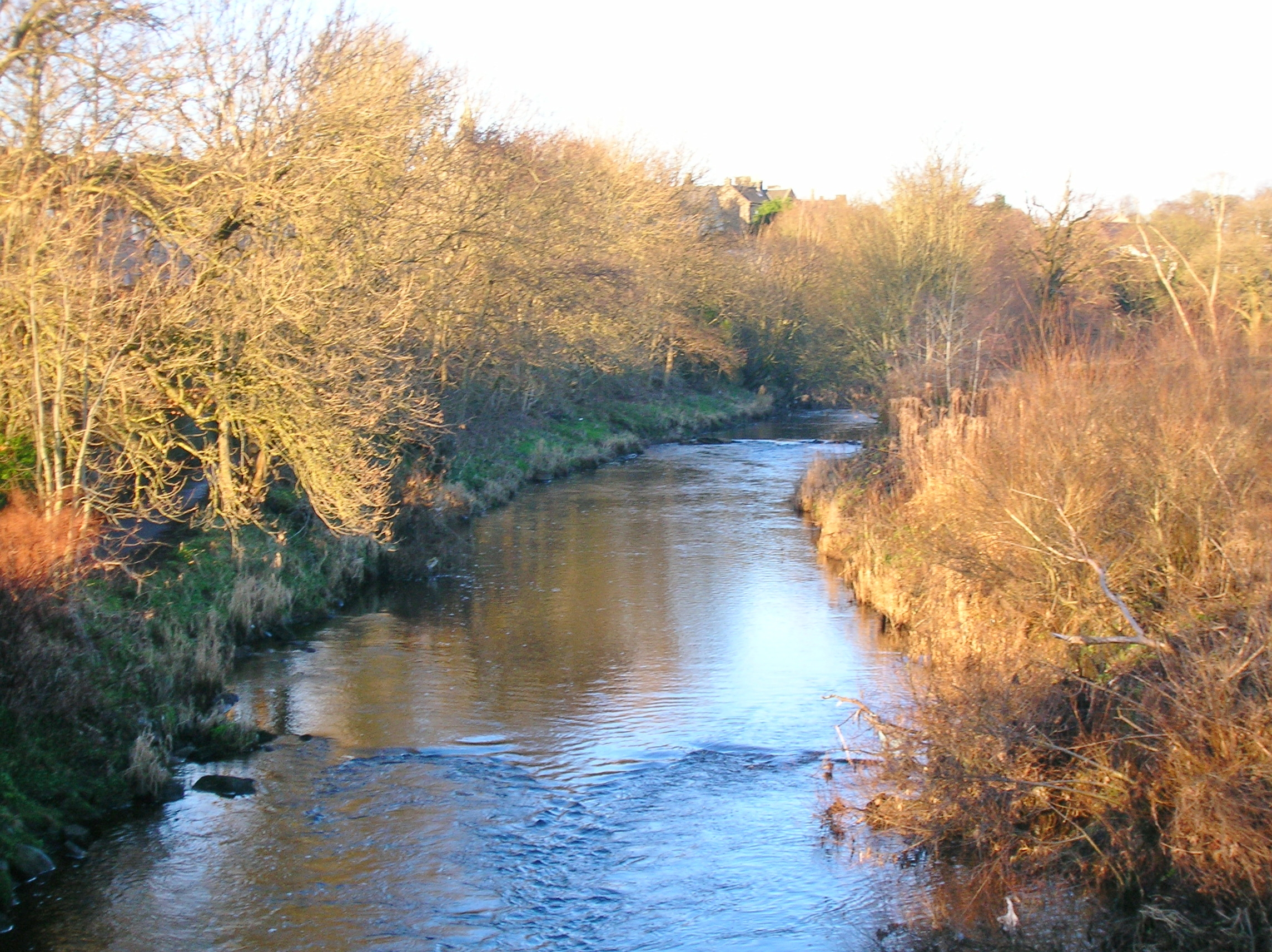
El Garnock del pont dels Amants amb el passeig dels Amants a l'esquerra.

Els Lovers 'Lane i Lovers' Bridge de Dalry estan registrats en postals antigues i mapes del segle xix, però sembla haver evolucionat al llarg dels anys per incloure camins que no existien. Els mapes de 1856 mostren que no existia cap pont al llarg del riu Garnock, a prop de la confluència del Garnock i el Putyan Burn, però un pou estava situat a prop del costat del riu i un camí cap a aquest va córrer fins a Garnock Street i Aitken Street. Un camí formal i una passarel·la havien estat construïts per a l'any 1896 i diverses postals mostren una ruta cada vegada més impressionant corrent al costat del riu anomenat Passeig dels Amants. El pont original estava fet d'acer, ara substituït per una construcció de fusta. Un sender també va baixar de Bridgend Lane a la nova passarel·la i sembla haver estat o ha passat a formar part del Passeig dels Enamorats dels temps victorians i eduardians.
Avui el Passeig dels Amants sembla haver estat encara més estès per incloure el passeig al costat del riu, sota el ferrocarril i tornant a la carretera Blair a través de Blairland Farm. Encara es poden veure bones vistes rurals des del pont dels enamorats a través de l'holm fins a l'antic Dalry Manse, i de tant en tant es registren pescadors de riu, acompanyats d'aquells dels pessebres majestuosos però pintorescs. L'original Lovers 'Walk ha perdut gran part del seu romanç, però almenys el nom viu a nivell local.

## L'escola Blair

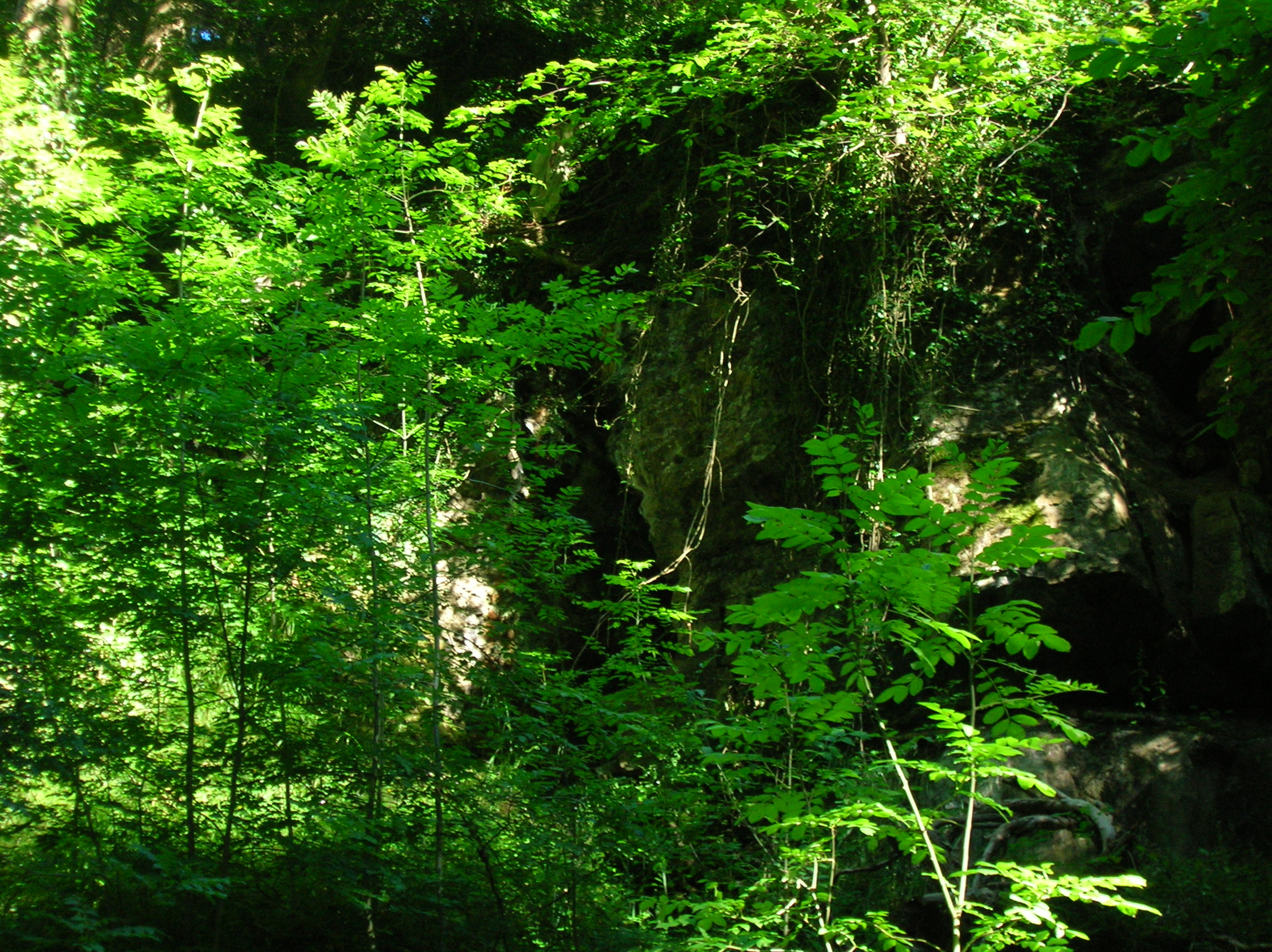
Un de les entrades al Cleeves Cove sistema de cova; el probable Elfhame del Bessie Dunlop història.

Una escola rural situada a prop de la finca de Blair es registra en una fotografia i es mostra en els antics mapes d'Ordnance Survey. El 1856, l'escola està marcada com "Blairmains", situada a la cruïlla del carril cap a Templelandmuir, amb dos edificis, possiblement la residència del professor i la sala d'escola en el que pot haver estat un parc infantil. A prop hi ha un pou, s'hi accedeix per un camí que parteix dels dos edificis i un petit edifici es troba a pocs metres, a l'altre costat de la muralla de Blair Estate.
L'any 1895, l'escola sembla haver estat reconstruïda amb dos edificis ben diferenciats presents que semblen una sala d'escola i un bloc de bugaderia. Hi ha dos pous presents i un camí recorre el lloc a l'altre costat dels edificis. L'edifici proper a la finca de Blair ja no està marcada. El 1909 només es mostra un pou i els terrenys que l'envolten es marquen com a coberts.
Un lloc d'interès proper és el d'una capella de la Pre-Reforma que es trobava a prop al costat de Blair Estate de la muralla. No hi ha restes que sobreviuen per sobre del sòl.